# Zumurrud Khatun
Zumurrud Khatun, död efter 1139, var regent i Damaskus mellan 1135 och 1138.   Hon var regent som förmyndare för sin son, Shihab al-Din Mahmud.